# Zalîsîțea, Ratne
Zalîsîțea (în ucraineană Залисиця) este un sat în comuna Mejîsît din raionul Ratne, regiunea Volînia, Ucraina.

## Demografie
Componența lingvistică a localității Zalîsîțea
     Ucraineană (98,72%)
     Belarusă (1,28%)
Conform recensământului din 2001, majoritatea populației localității Zalîsîțea era vorbitoare de ucraineană (98,72%), existând în minoritate și vorbitori de belarusă (1,28%).